# Froggattina australis
Froggattina australis är en insektsart som först beskrevs av Walker, F. 1870.  Froggattina australis ingår i släktet Froggattina och familjen gräshoppor. Inga underarter finns listade i Catalogue of Life.